# دیوید جیمز دیویس
دیوید جیمز دیویس (انگلیسی: David James Davies؛ ۲ ژوئن ۱۸۹۳ – ۱۱ اکتبر ۱۹۵۶) نویسنده، و اقتصاددان اهل بریتانیا بود.